# Sun City (Arizona)
Sun City ist ein Census-designated place im Maricopa County im US-Bundesstaat Arizona der Vereinigten Staaten.
Das U.S. Census Bureau hat bei der Volkszählung 2020 eine Einwohnerzahl von 39.931 ermittelt.
Der Ort wurde 1960 als Projekt der Del E. Webb Corporation gegründet und ist eine sogenannte Rentnerstadt, die überwiegend von älteren US-Bürgern aus den nördlichen Staaten bewohnt wird. Die Altersgrenze wurde auf 55 Jahre festgelegt. Das Klima im Valley of the Sun (Tal der Sonne), in dem die Stadt angesiedelt wurde, ist angenehm warm und es gibt im Schnitt 312 Sonnentage jährlich. Durch Sun City verläuft der U.S. Highway 60 sowie die Arizona State Route 101.

## Geographie
Sun City liegt in der Metropolregion von Phoenix, der Hauptstadt von Arizona, und wurde auf einer Grundfläche von 38 km² auf dem ebenen Boden der Sonora-Wüste erbaut. Die Stadt ist rund 13 Kilometer nordwestlich von Phoenix entfernt. Die Nachbarorte sind im Uhrzeigersinn Peoria, Glendale, Litchfield Park, Youngtown, El Mirage und Sun City West.

## Geschichte
Am 1. Januar 1960 konnten interessierte Bürger sechs Modellhäuser, errichtet von der Firma Del Webb Development Company, in der Nähe von Phoenix besichtigen. Tausende von Autos verstopften die Grand Avenue und viele Besucher kauften ein Haus in den ersten Stunden. An diesem Wochenende hatten über 100.000 Interessenten die Modellhäuser besichtigt und 237 Kaufverträge im Gesamtwert von 2,5 Millionen Dollar unterschrieben. Das Projekt Sun City entwickelte sich zu einem überwältigenden Erfolg und am Ende des Jahres 1960 hatte die Baugesellschaft alle der 400 im ersten Jahr geplanten und noch weitere 900 Häuser verkauft. Angeregt zu seiner Idee, hier eine Wohnsiedlung für Senioren in großem Stil zu errichten, wurde Del Webb durch die südlich von Sun City gelegene und 1954 erbaute Kleinstadt Youngtown. Bereits in der Entstehungsphase bekam die Stadt Kirchen, Supermärkte, Sportstätten und Krankenhäuser. Das 1970 eröffnete Boswell Memorial Hospital ist eines der angesehensten Krankenhäuser in Arizona. Im Jahr 2010 feierte Sun City seinen 50. Geburtstag und begrüßt zurzeit die dritte Generation seiner Bewohner.

## Leben in der Stadt
Sun City besitzt keine formale Verwaltung, sondern diese Aufgabe übernimmt die Del Webb Corporation und einige andere private Unternehmen. Der Polizeidienst und weitere hoheitliche Dienstleistungen werden vom Bundesstaat Arizona oder dem County Maricopa ausgeübt. Typisch für die Stadt ist der kreisförmige Aufbau, der von Grünflächen, Golfplätzen, Parks, Teichen und Wasserläufen unterbrochen wird. Die Häuser bestehen überwiegend aus einstöckigen Bungalows und sind auf ebenem Wüstenboden erbaut. Es gibt kaum Treppen und Stufen und alle Bordsteinkanten sind abgeflacht – die gesamte Stadt ist nahezu barrierefrei. Einkaufszentren und Läden für den täglichen Bedarf sind flächendeckend vorhanden und zu Fuß auf kurzen Wegen erreichbar. Typisch für Sun City sind sogenannte Recreation Center, die zur Freizeitgestaltung und Fitness der Bewohner beitragen. Bemerkenswert ist die ehrenamtliche Beteiligung vieler Bewohner von Sun City in den verschiedenen Lebensbereichen, so zum Beispiel in der Verwaltung, im Gesundheitswesen, in den Schulen der Umgebung und in den Kirchen. Neben der offiziellen Polizei gibt es einen von Bürgern organisierten ehrenamtlichen Wachdienst. Alle Häuser sind mit moderner Sicherheitstechnik ausgestattet und Sun City hat die niedrigste Kriminalitätsrate im gesamten Bundesstaat Arizona.

## Einwohnerentwicklung
1978 erreichte Sun City seine maximale Größe von 47.000 Einwohnern und stieß an seine Leistungsgrenzen. Es entstanden in der direkten Nachbarschaft Siedlungen gleichen Typs, wie Sun City West (ab 1979) und Sun City Grand (ab 1998). Seitdem sind die Bevölkerungszahlen in Sun City leicht rückläufig und der Zensus von 2010 ergab 37.499 Einwohner.
| Jahr | Einwohner |
| ---- | --------- |
| 1980 | 41.605    |
| 1990 | 38.126    |
| 2000 | 38.309    |
| 2010 | 37.499    |
| 2020 | 39.931    |

1980–2020: Volkszählungsergebnisse